# Gerrit Hendrik de Marez Oyens
Gerrit Hendrik de Marez Oyens (Den Haag, 7 september 1922 – Rotterdam, 22 december 2013) was een Nederlands componist, kerkmusicus en muziekpedagoog.

## Familie
Hij was zoon van advocaat en procuratiehouder Willem Gerard de Marez Oyens uit het geslacht Oijens en Margaretha Laurentie de Beaufort uit het geslacht De Beaufort. Zijn broer Johannes de Marez Oyens was conservator van het Koninklijk Instituut voor de Tropen en trouwde met pianiste Elsje van Es.
In 1953 huwde hij zijn leerlinge Woltera Gerarda Wansink van wie hij in 1976 scheidde. Dochter Cas de Marez Oyens was harpiste en zangeres; dochter Iris de Marez Oyens is altvioliste en secretaris bij Stichting Tera de Marenz Oyens Fonds, zoon David de Marez Oyens is basgitarist (gegevens 27 januari 2021).

## Muziek
Hij studeerde aan het Conservatorium van Amsterdam met vakken als piano (van Nelly Wagenaar), orgel en schoolmuziek (W. Gehrels, Jos Smits van Waesberghe) en blokfluit (Joan Collette). Als componist leidde hij zichzelf op. Hij vertrok in 1949 naar Hengelo om er organist te worden als ook muziekonderwijzer. Een jaar later trad hij toe tot het "Centrum voor de Kerkzang" en werd een van de belangrijkste mensen binnen de vernieuwing van de kerkmuziek voor de protestantse kerken. In 1959 werd hij directeur aan het Muzieklyceum Hilversum, hij volgde Hans Brandts Buys op; hij was tevens organist in die stad. Vanaf 1977 was hij muziekdocent in aan het Rotterdams Conservatorium.
Hij gebruikte in zijn werken diverse stijlen door elkaar van neorenaissance tot dodecafonie. Te noemen werken zijn een Rondo, een Chaconne, een Kerstoratorium (op tekst van Henriette Roland Holst), de opera Adamano’s beslissing uit 1972 en Ciacona voor beiaard (1970) en werken binnen de kerkmuziek. Een aantal daarvan is opgenomen in de gezangenbundel Liedboek voor de Kerken.